# Peuple souverain
Peuple souverain (en néerlandais Onafhankelijk Volk, en papiamento Pueblo Soberano, abrégé en OV ou PS) est un parti politique indépendantiste curacien créé en 2005 et dirigé par 	Jaime Córdoba,.

## Résultats
| Année | Voix   | %     | Rang | Élus   | +/- |
| ----- | ------ | ----- | ---- | ------ | --- |
| 2010  | 13 886 | 18,68 | 3e   | 4 / 21 | Nv  |
| 2012  | 19 175 | 22,67 | 1er  | 5 / 21 | 1   |
| 2016  | 5 323  | 6,73  | 6e   | 2 / 21 | 3   |
| 2017  | 4 028  | 5,11  | 6e   | 1 / 21 | 1   |
| 2021  |        |       | 15e  | 0 / 21 | 1   |